# Bulbophyllum neglectum
Bulbophyllum neglectum là một loài phong lan thuộc chi Bulbophyllum.